# Wilfried Devlam
Wilfried Devlam is een personage uit het 20ste boek van Pieter Aspe, "Rebus".
Devlam wordt op de allerlaatste pagina van dat boek voorgesteld als de nieuwe hoofdcommissaris en plaatsvervanger van Roger De Kee. Ook met deze overste kan Pieter Van In het niet vinden, want hoewel hij hem nog maar vijf tellen kent, ontstaat er al een zekere spanning tussen beiden.

## Vast personage?
De vraag is of Wilfried Devlam een vast personage wordt in de verhalen van Pieter Aspe. Aspe heeft namelijk al eens eerder een personage vervangen en kwam daarna op zijn beslissing terug. Hoofdcommissaris Cardon verving eventjes Roger De Kee, maar die keerde vrijwel meteen terug, hoewel hij door de schrijver "met pensioen gestuurd was". Als De Kee dit keer voorgoed van scène verdwijnt, ziet het ernaar uit dat zijn plaatsvervanger geleverd is in de persoon van Wilfried Devlam.